# Simone Kowalski
Simone „Simi“ Kowalski (* 25. Juli 1997, bürgerlich Simone Margarethe Hartseil) ist ein deutsches Model. Sie wurde 2019 Siegerin der 14. Staffel der Castingshow Germany’s Next Topmodel.

## Leben
Kowalski lebt in Stade. In ihrer Jugend betrieb sie Leichtathletik beim VfL Stade. Zum Zeitpunkt ihrer Teilnahme an der Castingshow studierte sie internationales Grundschullehramt.
2019 nahm sie an der 14. Staffel von Germany’s Next Topmodel teil. Während ihrer Teilnahme sicherte sie sich Werbekampagnen für About You, John Frieda und Sephora, eine Fotostrecke in der deutschen InStyle und eine Werbeanzeige für Magdeburg Los Angeles by Bill Kaulitz x Vogue. Im Finale der 14. Staffel, das am 23. Mai 2019 im Düsseldorfer ISS Dome stattfand, wurde sie zur Siegerin gekürt. Sie erhielt einen Vertrag mit der Modelagentur ONEeins fab Management, ein Preisgeld von 100.000 Euro und erschien auf dem Cover der Modezeitschrift Harper’s Bazaar. 2020 war sie mit einer Bilderstrecke in der Mai-Ausgabe des Playboy-Magazins zu sehen.
2020 löste sie den Vertrag mit der Agentur ONEeins fab auf. Am 7. Mai 2024 war sie zusammen mit Vivien Blotzki bei Wer weiß denn sowas? zu sehen.